# Willy Geets
Wegé, pseudoniem van Willy Geets (1954), is een Belgische striptekenaar. Hij is vooral bekend van de komische strip Tistjen Dop. 
De eerste strips van Wegé verschenen onder meer in de eerste reeks Stripgidsen. In de jaren tachtig werd Tistjen Dop een Turnhoutse beroemdheid dankzij zijn vaste stek in het huis-aan-huisblad Turnhout Ekspres. Toen de reeks na tien jaar op haar laatste benen liep, kreeg een nieuwe stripwinkel in Turnhout de naam “Tistjen Dop”. Via Volksmacht, het ledenblad van de christelijke arbeidersbeweging, bereikte deze werkloze stripheld zelfs meer dan een miljoen lezers.
Wegé is ook bekend van de vele cartoons en komische strips die hij vanaf de jaren 70 maakte voor De Brug en De Nieuwe Brug. Dat zijn twee lokale bladen uit Rijkevorsel.

## Werk
Albums van Tistjen Dop:
- Van de kaart
- Op zwart zaad
- Van de regen in de drop
- ’t Is geen werk
- De verloren episodes